# 訴諸反覆
訴諸反覆（英語：argument from repetition；拉丁語：argumentum ad nauseam），係藉由宣稱某個觀點已經被充分討論多次、至今沒有人反駁過我的觀點、反方的論點之前都已經駁斥過等等，而迴避對某個斷言提出舉證。

## 示例
- 甲：女人空間感不好，不該開車，平均數理能力也比不上男生，因此學校不該招收更多女生讀理工。
- 乙：為甚麼？
- 甲：因為大家都這樣講，事實就是如此。

沒有合理理由解釋為何女人空間感不好，不該開車，平均數理能力也比不上男生是事實，就是訴諸反覆。

## 外部連結
- （英文）Ad nauseam Definition & Meaning（页面存档备份，存于）
- （英文）Mathew Logic » Internet Infidels（页面存档备份，存于）